# Vactor Tousey Chambers
Vactor Tousey Chambers, meglio noto come V. T. Chambers (Burlington, 6 agosto 1830 – Covington, Kentucky, 7 agosto 1883), è stato un entomologo statunitense.

## Biografia
Assieme a James Brackenridge Clemens può essere considerato uno dei pionieri dello studio dei Lepidoptera Tineina negli Stati Uniti. Descrisse diverse nuove specie.

## Opere
- 1870 - Studio su Tropaea luna
- 1870 - The classification of the Tineidae
- 1871 - A new species of Cemiostoma
- 1874 - Micro-Lepidoptera. Canadian Entomologist 6: 166–170. Abstract DOI: 10.4039/Ent6166-9
- 1874 - Micro-Lepidoptera. Canadian Entomologist 6: 197–198. Abstract DOI: 10.4039/Ent6197-10
- (EN) Tineina from Texas (PDF), in Canadian entomologist, vol. 7, n. 1, Ottawa, Entomological Society of Canada, 31 gennaio 1875,  p. 7, ISSN 0008-347X (WC · ACNP), LCCN agr38000066, OCLC 4662075931.
- (EN) Index to the described Tineina of the United States and Canada (PDF), in Bulletin of the United States Geological and Geographical Survey of the Territories, vol. 4, Washington DC, Government Printing Office, 1878,  pp. 125-167, LCCN sn87028401, OCLC 1269839.
- (EN) Illustrations of the neuration of the wings of american Tineina (PDF), in The Journal of the Cincinnati Society of Natural History, vol. 2, n. 4, Cincinnati, The Society, gennaio 1880,  pp. 194-204, ISSN 0885-3487 (WC · ACNP), LCCN 01003088, OCLC 1554732.